# 開国 (テレビドラマ)
- テレビドラマ > 各国のテレビドラマ > 韓国のテレビドラマ > 韓国放送公社のテレビドラマ > KBS大河ドラマ > 開国 (テレビドラマ)

『開国』（かいこく、개국）は1983年1月2日から12月18日にかけて放送された韓国KBS（韓国放送公社）で放送されたテレビドラマ。

## 概要
高麗末期の混乱期に活躍し、朝鮮王朝を興した武将、李成桂の生涯を描いた。その主人公をイム・ドンジンが演じた。脚本はイ・ウンソンが担当。ドラマの前半部は元朝での人質生活を終えて帰国し、高麗の再興を試みてから挫折した恭愍王を、後半部は多くの武功を立てて新王朝創建への歩みを進めた李成桂を中心に劇が展開された。

## 出演
- 李成桂：イム・ドンジン
- 恭愍王：イム・ヒョク
- 魯国公主：ソヌ・ウンスク
- 辛旽：ペク・チャンギ
- 崔瑩：シン・グ
- 李子春：パク・ギョンドク
- 鄭道伝：キム・フンギ
- 鄭夢周：ソン・ジェホ
- 般若：クム・ボラ

## スタッフ
- 脚本：イ・ウンソン
- 演出：チャン・ヒョンイル

## 放送日程
| 放送回 | 放送日          | 題                   |
| ------ | --------------- | -------------------- |
| 第1回  | 01983年01月02日 | 東北から吹く風       |
| 第2回  | 01月09日        | 松都の鐘声           |
| 第3回  | 01月16日        | 礼成江の夕焼け       |
| 第4回  | 01月23日        | 松岳に青い光が       |
| 第5回  | 01月30日        | 待っている人々       |
| 第6回  | 02月06日        | 怨恨の双城奪還       |
| 第7回  | 02月13日        | 夜が明けるの空       |
| 第8回  | 02月20日        | 開京へ行く道         |
| 第9回  | 02月27日        | 魯国公主の恋         |
| 第10回 | 03月06日        | 元から来た使者       |
| 第11回 | 03月13日        | 大忠臣               |
| 第12回 | 03月20日        | 満月台の女たち       |
| 第13回 | 03月27日        | 粛雍府の深夜         |
| 第14回 | 04月03日        | 辛旽の単独面談       |
| 第15回 | 04月10日        | 運命の女人           |
| 第16回 | 04月17日        | 紅巾賊の乱           |
| 第17回 | 04月24日        | 勝ち鼓               |
| 第18回 | 05月01日        | 高麗の人材たち       |
| 第19回 | 05月15日        | 東北の星             |
| 第20回 | 05月22日        | 禿魯江の炬火         |
| 第21回 | 05月29日        | 風前の灯火           |
| 第22回 | 06月05日        | 開京奪還             |
| 第23回 | 06月12日        | 謀反者               |
| 第24回 | 06月19日        | 乱世の人物たち       |
| 第25回 | 06月26日        | 興王寺の竜巻         |
| 第26回 | 07月03日        | 悲運の魯国公主       |
| 第27回 | 07月10日        | 辛旽の還俗           |
| 第28回 | 07月17日        | 恭愍王の女たち       |
| 第29回 | 07月24日        | 子規よ、分かるかな   |
| 第30回 | 07月31日        | 牟尼奴の誕生         |
| 第31回 | 08月07日        | 去る者と来る者       |
| 第32回 | 08月14日        | 恭愍王23年           |
| 第33回 | 08月21日        | 恨み多き母親の情     |
| 第34回 | 08月28日        | 礼成江の落照         |
| 第35回 | 09月04日        | 殿下、殿下           |
| 第36回 | 09月11日        | 海風                 |
| 第37回 | 09月18日        | 荒山大捷             |
| 第38回 | 09月25日        | 山野に咲く花         |
| 第39回 | 10月02日        | 東北に宿る志は       |
| 第40回 | 10月16日        | 強い者と強い者       |
| 第41回 | 10月23日        | 昔の地、あの遼東野原 |
| 第42回 | 10月30日        | 四不可論             |
| 第43回 | 11月06日        | 威化島回軍           |
| 第44回 | 11月13日        | 崔瑩の死             |
| 第45回 | 11月20日        | 九歳の君             |
| 第46回 | 11月27日        | 黎明の炬火           |
| 第47回 | 12月04日        | 高麗の息音           |
| 第48回 | 12月11日        | 高麗34代恭譲王       |
| 最終回 | 12月18日        | 再び昇る朝           |